# Zeuthen
Zeuthen es un municipio situado en el distrito de Dahme-Bosque del Spree, en el estado federado de Brandeburgo (Alemania), a una altitud de 30 metros. Su población a finales de 2016 era de unos 11 000 habs. y su densidad poblacional, 900 hab/km².